# سیارک ۳۶۰۷
سیارک ۳۶۰۷ (به انگلیسی: 3607 Naniwa، نامگذاری:1977DO4) سه هزار و ششصد و هفتمین سیارک کشف شده‌است که در ۱۸ فوریه ۱۹۷۷ کشف شد.
قدر مطلق سیارک برابر ۱۴٫۶۰ است.